# Fra Diavolo (opéra-comique)
Pour les articles homonymes, voir Fra Diavolo (homonymie) et Diavolo (homonymie).
Personnages
- Le marquis alias Fra Diavolo, brigand napolitain (ténor)
- Mathéo, hôtelier de Terracine (basse)
- Zerline, sa fille (soprano)
- Lorenzo, officier des carabiniers (ténor)
- Lord Cockburn, touriste anglais (ténor)
- Lady Pamela, son épouse (mezzo-soprano)
- Giacomo, comparse de Fra Diavolo (basse)
- Beppo, comparse de Fra Diavolo (ténor)

Airs
- Cavatine de Zerline « Ne craignez rien Milord » - Acte II
- Air de Fra Diavolo « J'ai revu nos amis » - Acte III

Fra Diavolo ou l’Hôtellerie de Terracine est un opéra-comique en trois actes de Daniel-François-Esprit Auber, sur un livret d'Eugène Scribe, créé le 28 janvier 1830 à l'Opéra-Comique (Paris).

## Argument

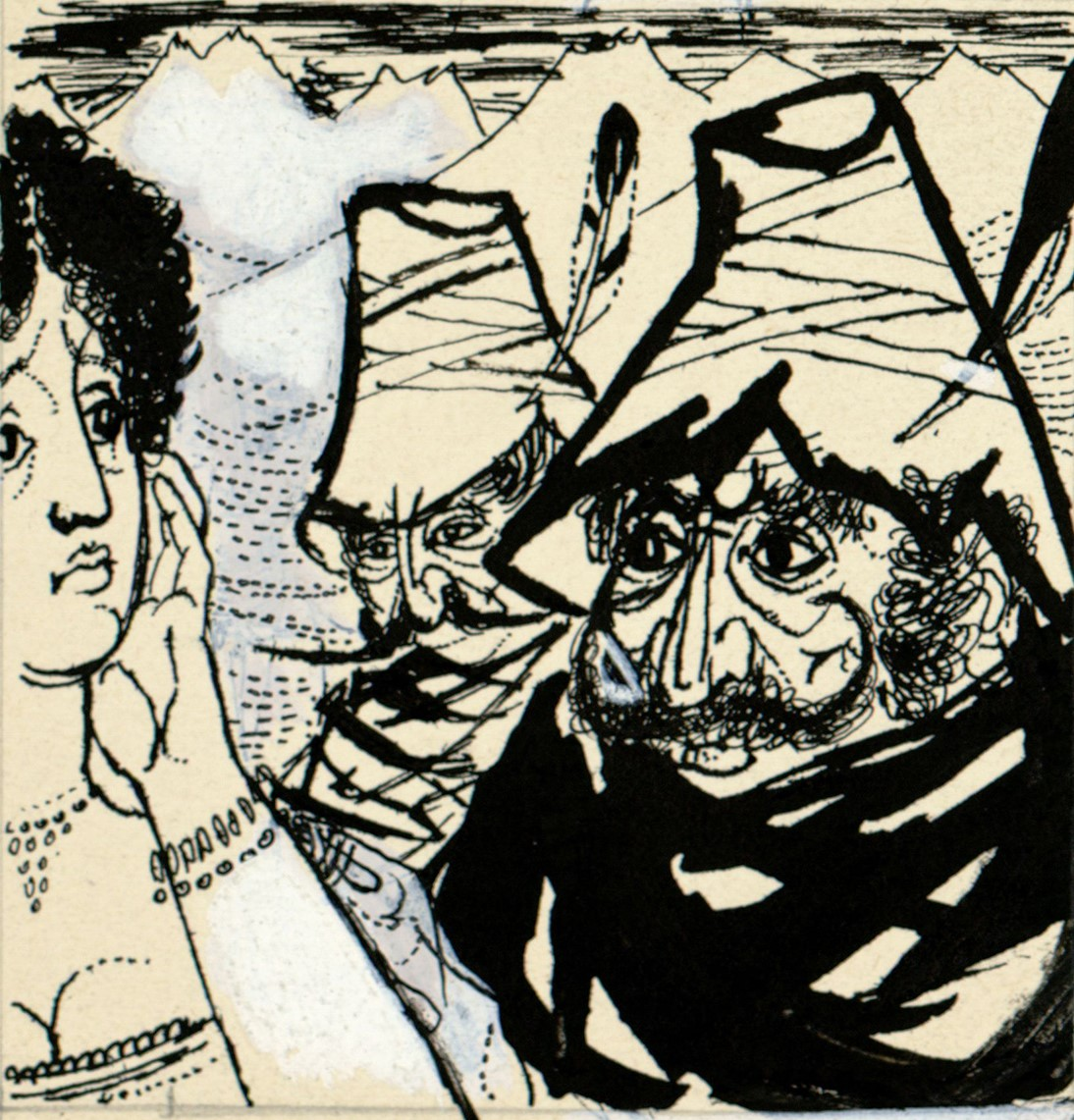
Couverture du livret pour Fra Diavolo, dessin de Peter Hoffer (Archives historiques de la maison Ricordi).

Le livret de Scribe, principal collaborateur d'Auber, constitue une audace pour l'époque puisqu’il s’inspire d’événements relativement récents, à savoir les exploits de Michele Pezza, dit « Fra Diavolo », surnom donné en raison d’un tempérament particulièrement turbulent. Mais Scribe adapte librement l'histoire du fier brigand et patriote napolitain pendu par les troupes napoléoniennes en 1806 pour avoir levé une milice pour combattre la présence française, afin de les faire coller à l'esprit burlesque et les bons sentiments caractéristiques de l’opéra-comique. Le meneur de guérilla à tendance sanguinaire devient ainsi un élégant bandit de grand chemin…

## Acteurs et costumes de la première représentation
| Rôle                                     | Voice type    | Première , 28 janvier 1830 (Chef d’orchestre : - ) |
| ---------------------------------------- | ------------- | -------------------------------------------------- |
| Fra Diavolo, bandit                      | ténor         | Jean-Baptiste Chollet                              |
| Zerline, fille de Mathéo                 | soprano       | Zoë Prévost                                        |
| Lord Cockburn, voyageur anglais          | baryton       | Féréol                                             |
| Lady Pamela, sa femme                    | mezzo-soprano | Boulanger                                          |
| Lorenzo, officier des gardes             | ténor         | Moreau-Cinti                                       |
| Giacomo, complice de Fra Diavolo         | basse         | Fargueil                                           |
| Beppo, complice de Fra Diavolo           | ténor         | Belnie                                             |
| Mathéo, aubergiste                       | basse         | François-Louis Henry (en)                          |
| Un paysan                                | ténor         |                                                    |
| Un soldat                                | ténor         |                                                    |
| Francesco, riche fermier                 | muet          |                                                    |
| Jean-Jacques, serviteur de Lord Cockburn | muet ou chœur |                                                    |
| John, serviteur de Mathéo                | muet ou chœur |                                                    |

### Acte I
La scène se passe à Terracine, une ville pittoresque sur les bords de la mer Tyrrhénienne qui connaît depuis le début du XIXe siècle une grande faveur touristique.
Dans le vestibule de l’établissement de Mathéo, un bataillon de carabiniers festoie avant de partir en découdre avec les bandits qui infestent la région. Mais leur commandant Lorenzo n’est pas de la fête : amoureux de la fille de l’aubergiste, Zerline, il voit ses rêves disparaître à l’annonce du mariage imminent de la jeune femme avec un riche fermier, Francesco.

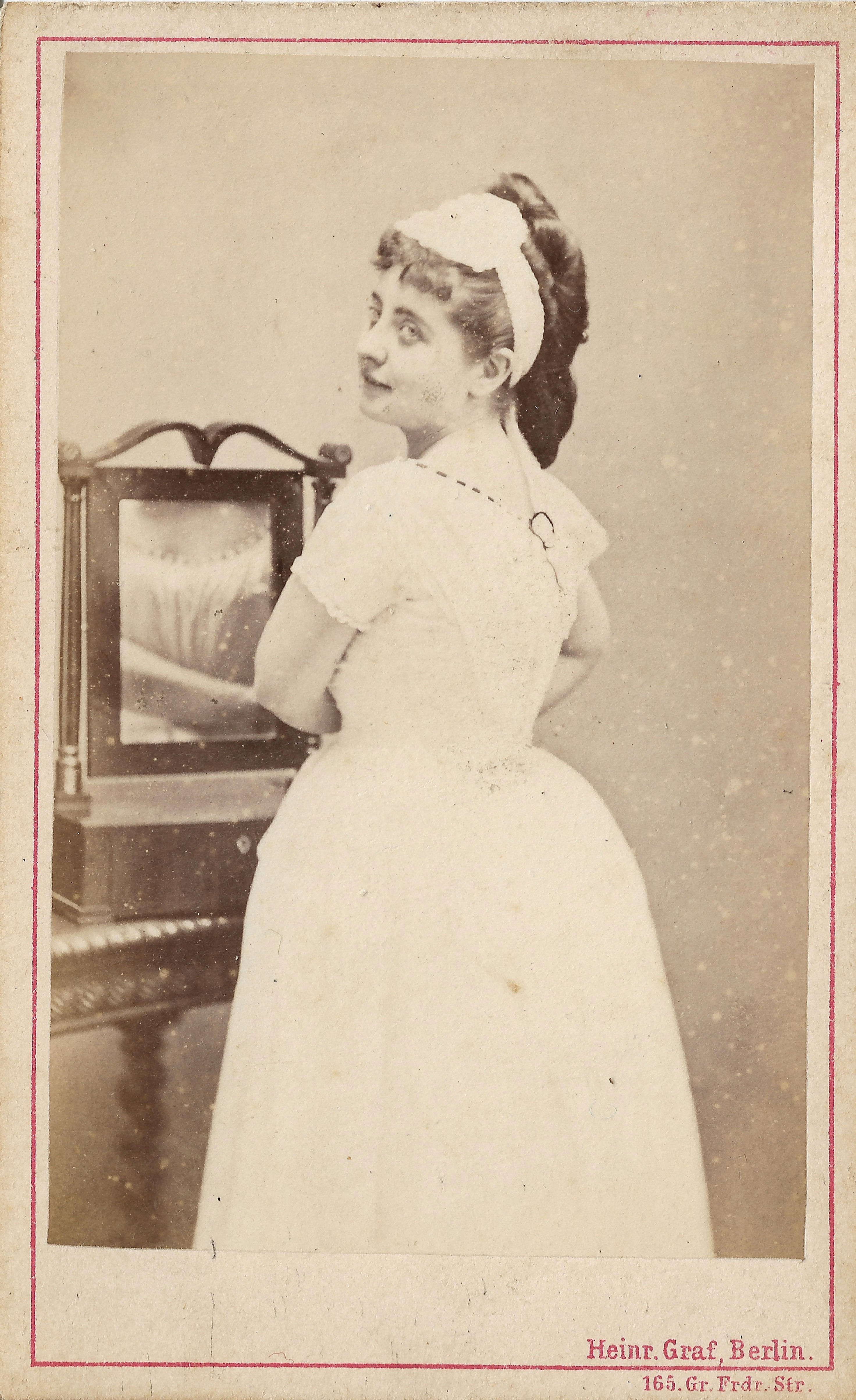
La chanteuse Pauline Lucca dans le rôle de Zerline.

Entre un couple d'Anglais récemment mariés, Lord Cockburn et lady Pamela, tout émus d’avoir croisé la route du célèbre bandit, Fra Diavolo. Lady Pamela est furieuse contre son époux qui a laissé la bande de brigands la dépouiller de tous ses bijoux. De son côté, Milord lui reproche ses amabilités un peu trop poussées avec un jeune marquis rencontré à plusieurs reprises lors de leur périple. Il promet néanmoins 3000 francs à celui qui capturera les voleurs. Lorenzo, qui voit là une occasion de briller aux yeux de Zerline et de son père, part à leur recherche à la tête de son unité. 
Le fameux marquis entreprenant fait son apparition. Il est reçu à la hauteur de son rang par Zerline, laissée seule par son père parti préparer la noce. Elle lui dépeint même le portrait du fameux Fra Diavolo, réputé pour sa galanterie et sa hardiesse. Le marquis se montre tout aussi grand seigneur lorsqu’il s'offre de payer le gîte et le couvert de deux pauvres pèlerins, surgis à point nommé. Il s'agit en fait de Fra Diavolo et de ses acolytes, Beppo et Giacomo, qui n'ont pas entièrement délesté les Anglais de tous leurs biens et sont encore à la recherche d'une cassette remplie d’or. Fra Diavolo, qui redouble de charme auprès de Milady, apprend que les pièces d’or ont été changées en billets de banque et que ceux-ci ont été cousus à leurs habits.
Le soir même, Lorenzo qui a mis en déroute l’armée de brigands (sans toutefois avoir pincé leur chef) et récupéré les diamants, revient pour recevoir sa récompense. Maintenant riche, il peut épouser Zerline. Tandis que tous se réjouissent, Fra Diavolo prépare sa vengeance.

### Acte II
Dans leur chambre, les Anglais continuent à se disputer. Après une année de vie commune, Milord ne pense qu’à dormir et Milady s’ennuie. Les soldats repartis, le faux marquis entonne une barcarolle, signal à ses complices qu'ils vont pouvoir récupérer l’argent de la cassette. Sans se douter de leur présence, Zerline range la récompense de Lorenzo qui servira de dot et va se coucher en chantant, à l’inverse des Anglais, l’espérance du bonheur conjugal. 
Alors qu'elle s'est endormie, les brigands décident de l’assassiner en même temps que les touristes afin de ne pas laisser de témoins. Mais, au moment où ils vont passer à l’action, les carabiniers frappent à la porte de l’auberge réveillant les Anglais et Zerline, qui fait entrer Lorenzo. Les brigands décident de retourner dans leur cachette mais un geste malheureux trahit leur présence. Fra Diavolo, pour tenter de sauver ses complices, paraît et invoque un rendez-vous galant sans préciser avec qui. Le stratagème porte ses fruits : chaque homme soupçonne sa promise et les deux couples ainsi fourvoyés se brouillent. Provoqué en duel par Lorenzo, Fra Diavolo accepte.

### Acte III
Devant l’auberge, Fra Diavolo prépare les ultimes détails de son projet, en joyeux forban qu’il est : sa troupe sera vengée par la mort de Lorenzo et il détroussera Milord de sa fortune et de Milady. Beppo et Giacomo font le guet. Alors que le cortège de la noce arrive, Zerline tente de se disculper auprès de Lorenzo afin d'éviter ce mariage non désiré. Une conversation surprise entre Beppo et Giacomo lui fait comprendre leur véritable rôle. Les deux brigands sont immédiatement arrêtés et Lorenzo découvre sur eux un billet de Fra Diavolo révélant ses projets. À son retour, le faux marquis est pris au piège…

## Analyse de l'œuvre

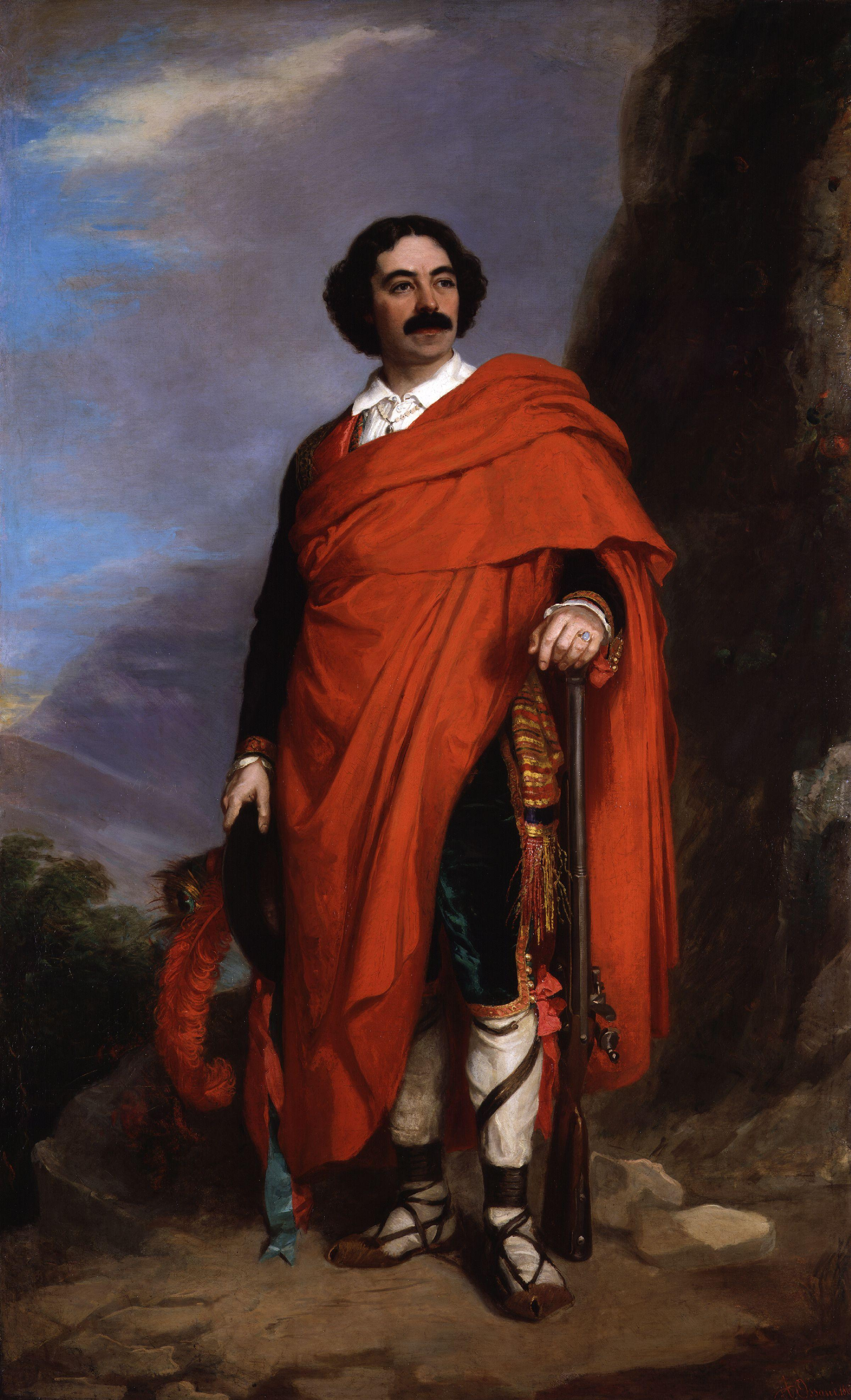
Le ténor John Sims Reeves interprétant Fra Diavolo.

La partition du  15e ouvrage lyrique de Daniel-François-Esprit Auber est composée de dix-huit numéros musicaux d’une verve et d’une variété parfaite entrecoupés de courts dialogues parlés (comme le veut le genre de l’opéra-comique défini par décret impérial en 1807). Les finales sont développés, le chœur est polymorphe et actif, les neuf personnages sont bien caractérisés, l’orchestration avec des cuivres très présents (le contexte militaire l’impose) joue parfaitement son rôle de musique de scène dynamique favorisant l’intérêt dramatique.
Dès l’ouverture, cette dramatisation est évidente avec, pour donner l’idée du passage d’un régiment, un motif dès le début qui est joué d’abord en quatuor à cordes puis en octuor, puis en tutti, et pour marquer l’éloignement, ce même motif est rejoué en sens contraire par de moins en moins d’instruments. Le principe, tant vanté dans l’ouverture de Tannhäuser de Wagner est déjà parfaitement appliqué une quinzaine d’années avant par Auber. Ce préambule orchestral n’est en rien adopté pour en faire une pièce de concert (c’est ce manque d’ambition d’Auber qui lui sera souvent reproché) comme l’on peut retrouver dans le « pot-pourri » chez Hérold ou plus rarement dans l’ambition d’Onslow d’en faire l’égal d’un mouvement symphonique allemand. Auber, lui, ne cherche qu’à préparer l’auditeur au climat de la première scène.
On y retrouve aussi le meilleur d’Auber dans son aisance à manier les groupes vocaux, importance essentielle dans un genre où les personnages sont souvent nombreux. On pense au Quintette de l’acte I (accompagnement instrumental des voix à contretemps) ou au Finale de l’acte II.
Enfin, dans la version finale de Fra Diavolo, on retrouve deux magnifiques pages vocales. La cabalette de Zerline, rajoutée en 1857 pour la version italienne et empruntée à une œuvre de jeunesse, demande à la chanteuse un aigu clair et d’une grande agilité. L’air du début de l’acte III de Diavolo est un peu dans la même veine. Auber pense aussi à tisser des liens entre chaque numéro de sa partition en réutilisant des motifs précédemment utilisés afin de fortifier la cohérence de l’ouvrage. Le Finale de l’acte I par exemple fait réentendre le principal motif de l’ouverture.

## Postérité
L’ouvrage s’est maintenu au répertoire jusqu’en 1907 avec pas moins de 909 représentations à la salle Favart depuis sa création.
Les éditeurs ont publié de nombreuses versions de la partition (réduction chant et piano) à l’usage des amateurs tandis que l’on joue et chante Auber dans les salons. On a pu trouver de nombreuses traces d’adaptations des motifs les plus dansants de la partition par Musard et Strauss.
L’ouvrage aura en outre une grande carrière internationale se produisant de Berlin à Saint-Pétersbourg, de Rome à New York grâce à ses traductions en italien, russe, allemand et anglais. Wagner programme l’ouvrage à de nombreuses reprises, que ce soit à Magdebourg ou à Dresde. Cette carrière hors des frontières est consacrée par le film The Devil’s Brother de Laurel et Hardy en 1933. On trouve d’ailleurs Fra Diavolo assez souvent encore au répertoire en Allemagne et en Russie et de nombreux enregistrements en italien. Seule la France semblait avoir oublié une des grandes réussites de son répertoire lyrique jusqu’à sa recréation à l’Opéra-Comique le 25 janvier 2009. En fait, Pierre Jourdan l'avait remonté quelques années auparavant à Compiègne avec Philippe Do dans le rôle titre et Isabelle Philippe dans celui de Zerline.

### Adaptations cinématographiques
Fra Diavolo a fait l'objet de plusieurs adaptations au cinéma :
- Fra Diavolo, film muet français réalisé par Albert Capellani, sorti en 1910 ;
- Fra Diavolo, film muet américain réalisé par Alice Guy, sorti en 1912 ;
- Fra Diavolo, film français réalisé par Mario Bonnard sorti en 1931 ;
- Fra Diavolo (The Devil's Brother), film américain réalisé par Hal Roach et Charley Rogers, sorti en 1933 ;
- Fra' Diavolo, film italien réalisé par Luigi Zampa sorti en 1942.

## Discographie
- 1984 : Marc Soustrot (dir.), Mady Mesplé (Zerline), Nicolai Gedda (Fra Diavolo), Rémy Corazza (Milord), Jane Berbié (Lady Pamela), Ensemble choral Jean Laforge, Orchestre philharmonique de Monte-Carlo - EMI Classics

## Sources
- Notice de l'Opéra-Comique